# Liste des guerres de la Moldavie
Pour les guerres ayant vu la participation de la principauté de Moldavie, voir Guerres moldo-ottomanes et Guerre des magnats moldaves. Pour les guerres ayant vu la participation de la République démocratique moldave, voir République soviétique d'Odessa. Pour les guerres ayant vu la participation de la République socialiste soviétique de Moldavie, voir Grande Guerre patriotique. Cette liste concerne les guerres et conflits ayant vu la participation de la république moderne de Moldavie. Voici une légende facilitant la lecture de l'issue des guerres ci-dessous :
- Victoire moldave
- Défaite moldave
- Autre résultat (par exemple un traité ou une paix sans un résultat clair, un statu quo ante bellum, un résultat inconnu ou indécis)
- Conflit en cours

## République de Moldavie
| Début       | Fin             | Nom du conflit                             | Belligérants                   | Belligérants | Lieu         | Issue |
| Début       | Fin             | Nom du conflit                             | Alliés (y compris la Moldavie) | Ennemis      | Lieu         | Issue |
| ----------- | --------------- | ------------------------------------------ | ------------------------------ | ------------ | ------------ | --- |
| 2 mars 1992 | 21 juillet 1992 | Guerre du Dniestr (Guerre de Transnistrie) | Moldavie                       | Transnistrie | Transnistrie | Statu quo ante bellum : La Transnistrie reste de facto un État indépendant considéré de jure comme une partie de la Moldavie. |